# الدوري الويلزي الممتاز 1992–93
الدوري الويلزي الممتاز 1992–93 (بالإنجليزية: 1992–93 League of Wales)‏ هو الموسم 1 من الدوري الويلزي الممتاز. أقيم خلال الفترة 1992 وحتى 1993، وأشرف على تنظيمه اتحاد ويلز لكرة القدم، وكان عدد الأندية المشاركة فيه 20، وفاز فيه نادي كمبران تاون.